# Pundaquit
Pundaquit (Tagalog: Pundakit) ist ein philippinisches Baranggay der Stadtgemeinde von San Antonio in der Provinz Zambales.

## Lage
Der Ort liegt etwa 4 km südwestlich des Zentrums von San Antonio. Die beiden Inseln liegen 1 km (Camara) bzw. 3 km (Capones) im Westen von Pundaquit. Der gleichnamige Berg liegt mit einer Höhe von 642 m etwa 2,5 km südlich.

## Infrastruktur
Die Bewohner Pundaquits leben primär vom Fischfang und dem Tourismus. Die Einheimischen sprechen Ilokano und Tagalog. Die Strände und die Küstenlinie von Pundaquit am Chinesischen Meer werden von den vorliegenden kleinen Inseln Capones und Camara geschützt. Hier ist auch der Ausgangspunkt zu Schiffstouren zu diesen Inseln.